# Alessio Puccio
Pour les articles homonymes, voir Puccio (homonymie).
Alessio Puccio (né à Rome le 1er juin 1986) est un comédien de doublage italien 

## Biographie
Alessio Puccio contribue souvent au doublage en langue italienne de la voix des personnages de dessins animés, films et autres. Il est connu pour  la voix du protagoniste Harry Potter dans la version italienne de la série de films Harry Potter et la voix du personnage secondaire Jeremy Johnson dans la version italienne de la série animée de Disney Channel Phineas et Ferb ainsi que la voix  de Gumball Watterson dans la version italienne de The Amazing World of Gumball .
Il travaille chez Pumaisdue, Sefit - CDC et autres studios de doublage en Italie.

## Rôles de doublage

### Animation
- Jeremy Johnson dans Phineas et Ferb
- Jérémie-2 dans Phineas et Ferb le film : à travers la 2e dimension
- Sota Higurashi à Inu Yasha
- ApeTrully dans Hero: 108
- Sho Yamato dans Idaten Jump
- Ryan dans la nature
- Doowee McAdam dans Sally Bollywood : Super détective
- Pierre dans Le Monde Merveilleux du Chat Botté (2004 dub)
- Tina Belcher dans Bob's Burgers
- Gumball Watterson dans Le monde incroyable de Gumball
- Rivalz Cardemonde dans Code Geass : Lelouch of the Rebellion
- Jacobo Jacobo dans Les Remplacements
- Zephyr dans Le Bossu de Notre-Dame II
- Kicker dans Transformers: Energon
- Roger Radcliffe dans La vie et l'époque de Juniper Lee
- Pongdybory dans Noonbory et le Super Seven
- Jordan Greenway dans Inazuma Eleven

### Direct
- Harry Potter dans Harry Potter et la pierre philosophale
- Harry Potter dans Harry Potter et la chambre des secrets
- Harry Potter dans Harry Potter et le prisonnier d'Azkaban
- Harry Potter dans Harry Potter et la Coupe de Feu
- Harry Potter dans Harry Potter et l'Ordre du Phénix
- Harry Potter dans Harry Potter et le Prince de Sang-Mêlé
- Harry Potter dans Harry Potter et les reliques de la mort - Partie 1
- Harry Potter dans Harry Potter et les reliques de la mort - Partie 2
- Peter Pan dans Peter Pan
- Oliver Oken dans Hannah Montana
- Cisco Ramon dans The Flash
- Blane Whittaker dans MI High
- Dale Turner dans Jéricho (série télévisée 2006)
- Alan King dans Jake & Blake
- George Zinavoy dans L'art de s'en sortir
- Bobby Carter dans Les collines ont des yeux (film de 2006)
- George Little dans Stuart Little
- Anakin Skywalker dans Star Wars : Épisode I – La menace fantôme
- Jeremy Gilbert dans The Vampire Diaries
- Benjy Fleming dans Monk (série télévisée)
- Eric van der Woodsen dans Gossip Girl
- Clyde à Mean Creek
- Martin dans Laisse entrer le bon
- Rory Joseph Hennessy en 8 règles simples
- Michael Richard Kyle, Jr. dans Ma femme et mes enfants
- Mark dans La vie de suite de Zack & Cody
- Thom dans la liste de lecture infinie de Nick et Norah
- Mowgli dans Mowgli : Les nouvelles aventures du livre de la jungle
- Calvin dans Je rêve
- Teddy dans The Hangover Part II
- Wilder Guiliver Atticus Wilder dans le dernier buzz
- Mark Woods dans Daddio
- David dans AI Intelligence Artificielle
- Forrest Gump, Jr. dans Forrest Gump
- Ron Stieger dans Ein Fall pour BARZ
- Co-King Brady King of Kinkow dans Pair of Kings
- Artie Abrams dans Glee
- Paul dans Boogeyman 2
- Pietros dans Spartacus : Du sang et du sable
- Milo dans Livrer Milo
- Dylan dans la famille moderne
- Pete Walker dans Mes parents sont des extraterrestres
- Parker Chase dans Quintuplés
- Eric McGorrill dans le vol 29 vers le bas
- Allen dans Le voyage d'Allen Strange
- Rupert Patterson à Super Rupert
- Théodore dans Alvin et les Chipmunks
- Théodore dans Alvin et les Chipmunks : The Squeakquel
- Théodore dans Alvin et les Chipmunks : Chipwrecked
- Jaskier dans The Witcher (série télévisée)